# انتخابات الرئاسة الإيفوارية 2010
انتخابات الرئاسة الإيفوارية 2010 هي الانتخابات الرئاسية التي جرت في 2010، في ساحل العاج، لانتخاب رئيس ساحل العاج ‏، فاز بالانتخابات الأزمة العاجية 2010-2011، والحسن واتارا.

## المرشحين
| المرشح       | الحزب | عدد الأصوات |
| ------------ | ----- | ----------- |
| الحسن واتارا |       |             |